# Bolwerk
Bolwerk est une localité polonaise de la gmina rurale de Stężyca située dans le  powiat de Kartuzy en voïvodie de Poméranie. Elle se trouve à environ 22 km au sud-ouest de Kartuzy et 48 km à l'ouest de la capitale régionale Gdańsk.

## Géographie

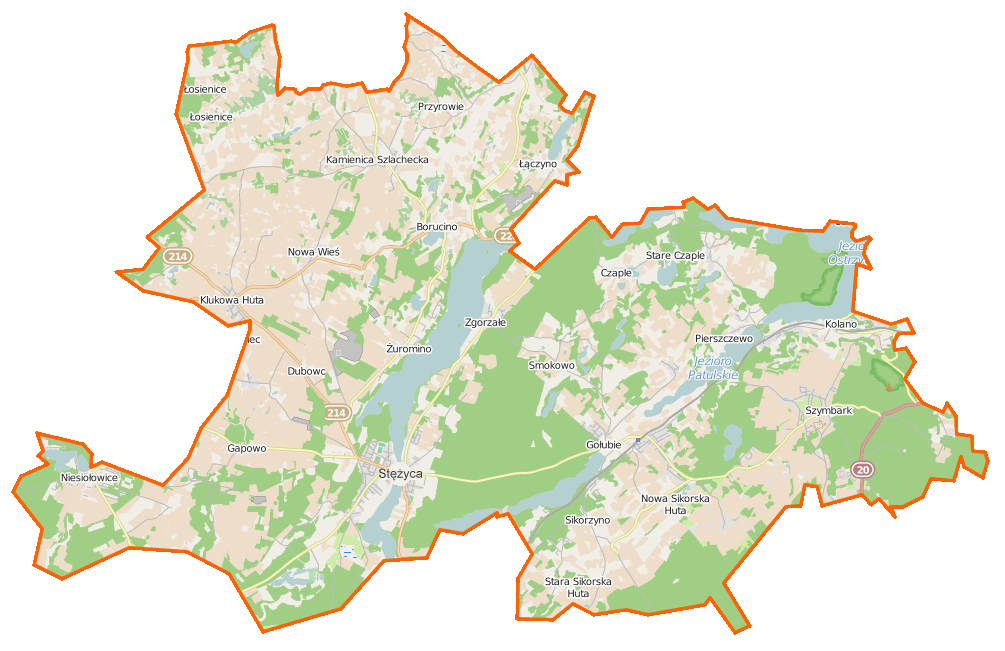
Carte de la gmina de Stężyca.